# Ань Ці
Ань Ці (кит.: 安琦; нар. 21 червня 1981, Далянь, Китай) — колишній китайський футболіст, що грав на позиції воротаря.
Виступав за національну збірну Китаю.

## Клубна кар'єра
Ань Ці є вихованцем футбольної школи клубу «Далянь Ітен».
У дорослому футболі дебютував 1999 року виступами за команду клубу «Гуаняжоу Сонгрі», в якій провів один сезон, взявши участь в одному матчі чемпіонату.
Своєю грою за цю команду привернув увагу представників тренерського штабу клубу «Далянь Шиде», до складу якого приєднався 2000 року. Відіграв за далянську команду наступні чотири сезони своєї ігрової кар'єри.
2004 року уклав контракт з клубом «Далянь Кангбо», у складі якого провів наступні два роки своєї кар'єри гравця.
Протягом 2006—2007 років захищав кольори команди клубу «Сямень Ланьші», проте там провів кілька невдалих матчів і втратив місце в основному складі команди.
2008 року перейшов до клубу «Чанчунь Ятай». Після травми був змушений виїхати на операцію до Бельгії, при цьому вибув з гри практично на рік. Після закінчення сезону 2010 року клуб «Чанчунь Ятай» офіційно оголосив про те, що Ань Ці завершив кар'єру гравця.

## Виступи за збірну
Будучи одним з найбільш перспективних молодих воротарів Китаю, він був викликаний до складу молодіжної збірної Китаю. 2001 року дебютував в офіційних матчах у складі національної збірної Китаю. Пізніше тодішній тренер національної збірної Бора Милутинович запросив його до основної команди, в складі якої поїхав на чемпіонат світу 2002, однак не провів жодної гри
Протягом кар'єри у національній команді, яка тривала два роки, провів у формі головної команди країни дев'ять матчів.
У складі збірної був учасником чемпіонату світу 2002 року в Японії та Південній Кореї.

## Особисте життя
14 серпня 2005 року Ань Ці був заарештований в Нанкіні за підозрою в зґвалтуванні жінки в стані алкогольного сп'яніння. Жінка звернулася до поліцію та звинуватила його в зґвалтуванні в готелі. Після кількох годин допиту, поліція випустила гравця, а його вина так і не була доведена. Історія отримала великий резонанс в китайських засобах масової інформації.

## Титули і досягнення
- Чемпіон Китаю (3):

Далянь Шиде: 2000, 2001, 2002
- Володар Кубка Китаю (1):

Далянь Шиде: 2001
- Володар Суперкубка Китаю (1):

Далянь Шиде: 2002